# Borșa-Cătun, Cluj
Borșa-Cătun este un sat în comuna Borșa din județul Cluj, Transilvania, România.

## Galerie de imagini

Comuna Borşa și satele componente